# Mary Mohler
Mary Elizabeth Mohler; z domu De Scenza (ur. 17 września 1984), amerykańska pływaczka, mistrzyni świata na krótkim basenie z Manchesteru w wyścigu na 200 m stylem motylkowym.

## Sukcesy

### Mistrzostwa świata (basen 25 m)
- 2004 Indianapolis -  (200 m motylkowym)
- 2008 Manchester -  (200 m motylkowym)